# Fisterra
Fisterra (hiszp. Finisterre) – niewielka miejscowość w prowincji A Coruña, w regionie Galicja, w północno-zachodniej Hiszpanii. Miejscowość znajduje się w pobliżu przylądka Finisterre.
Powierzchnia 29 km². W 2018 Fisterra liczyła 4701 mieszkańców.
Najbardziej znana część tej gminy leży na przylądku Finisterre. Gmina Fisterra żyje przede wszystkim z turystyki, której część stanowią pielgrzymi z Santiago de Compostela, a ponadto z połowu ryb i skorupiaków.